# Autoserica perpendicularis
Autoserica perpendicularis är en skalbaggsart som beskrevs av Muhammad Sharif Khan och Ghai 1980. Autoserica perpendicularis ingår i släktet Autoserica och familjen Melolonthidae. Inga underarter finns listade.